# Théâtre des Arts (tramway de Rouen)
Pour les articles homonymes, voir Théâtre des Arts.
Théâtre des Arts est une station du tronc commun des lignes Technopôle et Georges Braque du tramway de Rouen (localement nommé « métro »). C'est une station souterraine située rive droite de la Seine, au centre-ville de Rouen, en bas de la rue Jeanne-d'Arc et au niveau du théâtre des Arts et de l'Espace Métrobus (l'agence commerciale du réseau Astuce), dans le quartier Vieux-Marché – Cathédrale. À proximité se trouve le palais des Consuls, qui est le siège de la chambre de commerce et d'industrie de Rouen.
La station abrite des œuvres de  Jean-Pierre Bourquin, Denis Godefroy et François Perrodin.

## Situation
Sur le réseau du tramway de Rouen, la station Théâtre des Arts est établie à l'extrémité sud de la portion souterraine du tronc commun après la station Palais de Justice - Gisèle Halimi. À la sortie sud de la station le parcours rejoint le niveau du sol avant de traverser la Seine sur le pont Jeanne-d'Arc et redescendre en souterrain pour l'accès à la station suivante de Joffre-Mutualité.
Géographiquement, la station Théâtre des Arts est située rive droite de la Seine, dans le centre-ville de Rouen et le quartier Vieux-Marché – Cathédrale, au sud de la rue Jeanne d'Arc au carrefour avec la rue du Général Giraud et la rue du Général Leclerc.

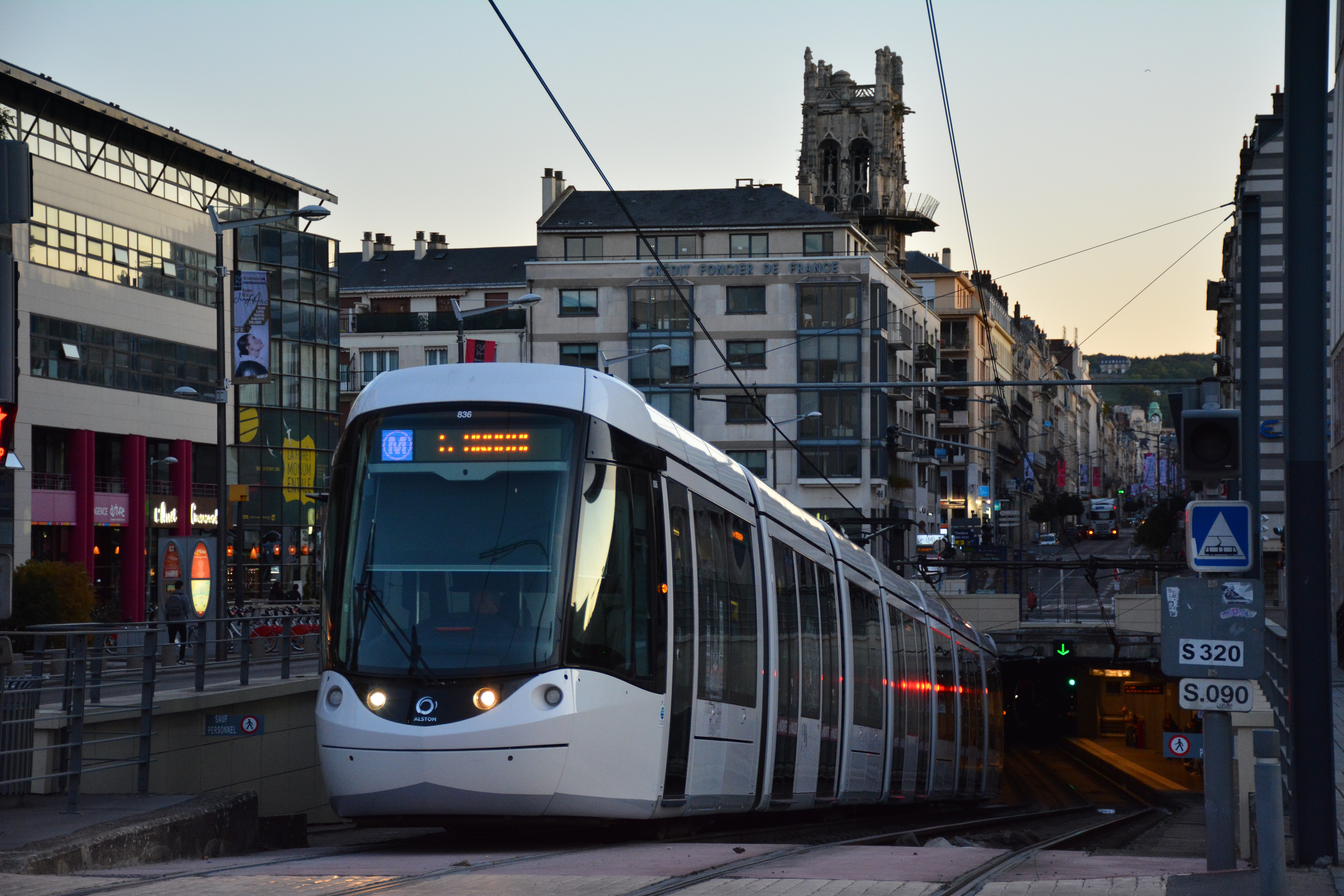
Rame sortant de la station pour s'engager sur le pont Jeanne d'Arc.

## Histoire
Le chantier du « Métrobus » , sur la rive droite de la Seine, débute en juillet 1993 par le creusement des tunnels. Le site de la future station Théâtre des Arts est considéré comme sensible par les archéologues du fait de sa situation à proximité des berges du fleuve et du centre ancien de la ville. Une surveillance du chantier a permis l'organisation d'une fouille de prévention dirigée par Marie-Clotilde Lequoy. La fouille est fructueuse : des restes végétaux (graines, noyaux…) trouvés dans des ensembles clos ; un quai, de l'époque antique, fait de bois de chêne et de pierres calcaires ; et des structures de l'époque médiévale.
L'inauguration du réseau se déroule le 16 décembre 1994 sur la place Bernard Tissot. La mise en service de la station Théâtre des Arts a lieu le lendemain 17 décembre comme l'ensemble du réseau.
En 2012, les rames bleues Alsthom TFS  sont remplacées par des rames blanches Alstom Citadis série 402.

## Service des voyageurs

### Accueil
La station Théâtre des Arts est une station souterraine accessible par plusieurs escaliers et ascenseurs. Ses deux quais d'une longueur de 60 mètres, équipés de valideurs de titres de transport, sont accessibles aux personnes à la mobilité réduite.

### Desserte
La station, située sur le tronc commun du réseau, est desservie par les rames à destination des trois terminus, avec une première desserte à 5 h 4  (5 h 49 le dimanche) et la dernière desserte à 0 h 15 (23 h 15 le dimanche).

### Intermodalité
À proximité immédiate de la station se trouvent : 
- une station (n°1) Cy'clic (location de vélos en libre-service[10])
- plusieurs arrêts de transports en commun routiers : 
  - Transport est-ouest rouennais (TEOR) :
    - deux arrêts rue du Général Giraud permettent l'accès aux bus des lignes :
    - T1 : direction Boulingrin ou Mont aux malades
    - T2 : direction Tamarelle ou Mairie V. Schœlcher
    - T3 : direction Durécu-Lavoisier ou Bizet[5]

  - Des bus de ville 
    - F5 direction Lycée Galilée (Franqueville-Saint-Pierre)
    - F9 Champ de Foire (Elbeuf)
    - 27 Bel Air (Petit-Couronne)
    - 33 direction François Truffaut (Le Petit-Quevilly) et Hôtel de Ville de Sotteville-lès-Rouen
- la halte routière de Rouen avec ses cars Nomad[11].

## Archéologie préventive
La fouille préventive de 1993 et l'étude des éléments récoltés ont donné lieu à des communications précisant notamment : que les débris végétaux comprenaient des « noix, noisettes, prunelles, prunes, pépins de pommes et de noisettes... » et de dater de l'an 15 av. J.-C. « un petit bâtiment en bois », et entre 5 et 3 av. J.-C. « un premier aménagement des berges de la Seine ». Pour Marie-Clotilde Lequoy cette fouille de la « station de métro Théâtre des Arts » permet d'avancer dans la connaissance du « port de la ville antique de Rouen ».

## Conception artistique
Comme les autres stations souterraines, la conception et la réalisation de la station Théâtre des Arts ont été confiées à l'architecte-urbaniste Yves Couloume qui a produit « des volumes ouverts, des surfaces animées (pierre et métal perforé au lieu du carrelage habituel) et surtout une lumière du jour abondante dotent ces lieux de passage et d'attente d'une vraie qualité esthétique qui encadre magistralement toutes les interventions artistiques ».
Un an avant la livraison des stations, le Syndicat intercommunal de l'agglomération rouennaise a mandaté la Direction régionale des Affaires culturelles (DRAC) de Haute Normandie pour créer un groupe de travail, piloté par Victoire Dubruel, dont l'objet était de réaliser un parcours artistique financé par du mécénat d'entreprises. Pour cette station, le choix s'est porté sur Wagner sur le toit, de Jean-Pierre Bourquin, Angéliques du métro  de Denis Godefroy et 25. 11. de François Perrodin.